# Тетраиододикарбонилдиплатина
Тетраиододикарбонилдиплатина — неорганическое соединение,
иодпроизводное карбонильного комплекса платины
с формулой Pt2(CO)2I4,
красные кристаллы,
слабо растворяется в воде.

## Физические свойства
Тетраиододикарбонилдиплатина образует красные кристаллы.
Слабо растворяется в воде.

## Химические свойства
- Реагирует с щелочами, цианистым калием, этанолом.